# POWER10
POWER10是一个基于Power ISA的多核处理器系列，主要由IBM设计，但其OpenPOWER基金会的合作伙伴也做出了大量贡献。POWER10处理器採用7纳米制程製造，並支持OpenCAPI4.0和NVLink。該處理器於2021年上市，採用PowerISA v3.1规范。